# 杰拉尔多·巴伊拉米
杰拉尔多·巴伊拉米（英語：Geraldo Bajrami；1999年9月24日—）是一位英格蘭出生的阿爾巴尼亞藉足球運動員，在場上的位置是後衛。他現在效力於英格蘭足球全國聯賽球隊諾士郡。

## 球會生涯
巴伊拉米生於英格蘭伯明翰，僅在其父母從科索沃因戰亂逃亡至英國的兩星期後。在加入伯明翰U14青訓系統前，曾兩次在伯明翰試訓失敗。2016年7月，他獲得兩年青訓獎學金，2018年球季季末獲得一份職業合約。2018/19球季，他擔任U23發展隊隊長，全季共上場36次，在發展隊聯賽北以第二名完成球季，僅在總冠軍賽中的點球大戰不敵列斯聯。2019年3月，他獲得一份新的兩年合約。
2019年8月19日，他在英格蘭聯賽盃第一輪中首次代表球會上場，最終球隊以3-0不敵朴茨茅斯。2019年12月14日，由於一隊的馬克·羅伯茨和杰克·克拉克-索尔特皆傷，巴伊拉米迎來首次聯賽上場，夥拍哈利·迪安擔任中後衛，最終以3-2輸給西布罗姆维奇。他亦在下一場3-0輸給赫尔城的比賽中上場。

## 國家隊生涯
2019年1月，巴伊拉米出席了阿爾巴尼亞青年隊的訓練營並申請阿爾巴尼亞護照，希望能夠入選阿爾巴尼亞U21參加2021年歐洲U-21足球錦標賽資格賽。3月23日，他首次代表阿爾巴尼亞U21上場參加對土耳其U21的比賽。